# One Piece : Le Mecha géant du château Karakuri
One Piece : Le Mecha géant du château Karakuri est le septième long métrage d'animation basé sur la franchise One Piece. Il est sorti dans les salles japonaises le 4 mars 2006 et en France en juillet 2013 directement en DVD.

## Synopsis
L'équipage au chapeau de paille part à la recherche de trésors à bord d'un navire détruit et tombe sur une vieille femme enfermée dans un coffre. Cette dernière, pour motiver Luffy et ses amis à la ramener chez elle, leur raconte que son île recèlerait un trésor légendaire : une couronne en or exceptionnelle. Ils partent alors pour Mecha Island et sont attaqués par Ratchet, le chef de l'île, et ses sbires qui utilisent diverses machines avec plus ou moins de bonheur. Les chapeaux de paille les repoussent sans problème et lorsque Ratchet découvre que ces derniers sont eux aussi à la recherche de la couronne d'or et sont déjà sur une piste, il décide de collaborer avec eux.

## Dans la chronologie
Ce film peut s'intégrer sans problème dans la chronologie de la série animée. Il se situe entre les arcs Davy Back Fight et Water 7.